# Индокитайски сребрист лангур
Индокитайският сребрист лангур още лутунг на Герман (Trachypithecus germaini) е вид бозайник от семейство Коткоподобни маймуни (Cercopithecidae). Видът е застрашен от изчезване.

## Разпространение
Разпространен е във Виетнам, Камбоджа, Лаос, Мианмар и Тайланд.